# Scopula ida
Scopula ida là một loài bướm đêm trong họ Geometridae.